# 菅田 (名古屋市)
菅田（すげた）は、愛知県名古屋市天白区の地名。現行行政地名は菅田一丁目から菅田三丁目。住居表示未実施。

## 地理
名古屋市天白区の西部に位置する。北東に島田と、南西に笹原町と、南東に海老山町・西入町・山根町・天白町大字野並と、天白川を挟んで北西に中砂町とそれぞれ接する。

## 歴史

### 町名の由来
字名に由来する。当地はカヤツリグサの一種が繁茂しており、その植物を菅と称していたことによるという。

### 沿革
- 1989年（平成元年）11月19日 - 天白区天白町島田の一部により、同区菅田一丁目から菅田三丁目としてそれぞれ成立する[1]。

## 世帯数と人口
2019年（平成31年）1月1日現在の世帯数と人口は以下の通りである。
| 丁目       | 世帯数  | 人口    |
| ---------- | ------- | ------- |
| 菅田一丁目 | 455世帯 | 1,145人 |
| 菅田二丁目 | 128世帯 | 329人   |
| 菅田三丁目 | 56世帯  | 150人   |
| 計         | 639世帯 | 1,624人 |

### 人口の変遷
国勢調査による人口の推移
| 2000年（平成12年） | 1,363人 | [ WEB 6 ] |  |
| 2005年（平成17年） | 1,283人 | [ WEB 7 ] |  |
| 2010年（平成22年） | 1,407人 | [ WEB 8 ] |  |
| 2015年（平成27年） | 1,632人 | [ WEB 9 ] |  |

## 学区
市立小・中学校に通う場合、学校等は以下の通りとなる。また、公立高等学校に通う場合の学区は以下の通りとなる。
| 丁目       | 番・番地等 | 小学校               | 中学校               | 高等学校 |
| ---------- | ---------- | -------------------- | -------------------- | -------- |
| 菅田一丁目 | 全域       | 名古屋市立山根小学校 | 名古屋市立天白中学校 | 尾張学区 |
| 菅田二丁目 | 全域       | 名古屋市立山根小学校 | 名古屋市立天白中学校 | 尾張学区 |
| 菅田三丁目 | 全域       | 名古屋市立山根小学校 | 名古屋市立天白中学校 | 尾張学区 |

## 施設

### 菅田一丁目
- 菅田神社[2]
- 天白信用農業協同組合菅田支店
- 中曽根公園

0.35ヘクタールの街区公園。1986年（昭和61年）11月1日開園。
- 下山畑公園

0.22ヘクタールの街区公園。1988年（昭和63年）4月1日開園。

### 菅田二丁目
- 菅田公園

0.20ヘクタールの街区公園。1988年（昭和63年）4月1日開園。
- 海老山公園

0.20ヘクタールの街区公園。1986年（昭和61年）11月1日開園。
- 天白学校体育センター

1993年（平成5年）4月10日、名古屋市教育委員会が学校建設予定地として確保している土地を有効活用するための施設として設置された。

### 菅田三丁目
- 相生山緑地オアシスの森

## その他

### 日本郵便
- 郵便番号 : 468-0043[WEB 3]（集配局：天白郵便局[WEB 12]）。

### WEB
1. ↑  “愛知県名古屋市天白区の町丁・字一覧”.   人口統計ラボ. 2017年10月7日閲覧。
2. 1 2  “町・丁目(大字)別、年齢(10歳階級)別公簿人口(全市・区別)”.   名古屋市 (2019年1月23日). 2019年1月23日閲覧。
3. 1 2  “郵便番号”.  日本郵便. 2019年2月10日閲覧。
4. ↑  “市外局番の一覧”.   総務省. 2019年1月6日閲覧。
5. 1 2  名古屋市役所市民経済局地域振興部住民課町名表示係 (2015年10月21日). “天白区の町名一覧”.   名古屋市. 2017年10月7日閲覧。
6. ↑  名古屋市役所総務局企画部統計課統計係 (2005年7月1日). “（刊行物）名古屋の町(大字)・丁目別人口 (平成12年国勢調査) 天白区” (xls). 2017年10月8日閲覧。
7. ↑  名古屋市役所総務局企画部統計課統計係 (2007年6月29日). “平成17年国勢調査　名古屋の町(大字)別・年齢別人口 天白区” (xls). 2017年10月8日閲覧。
8. ↑  名古屋市役所総務局企画部統計課統計係 (2012年6月29日). “平成22年国勢調査　名古屋の町(大字)別・年齢別人口 天白区” (xls). 2017年10月8日閲覧。
9. ↑  名古屋市役所総務局企画部統計課統計係 (2017年7月7日). “平成27年国勢調査　名古屋の町(大字)別・年齢別人口” (xls). 2017年10月8日閲覧。
10. ↑  “市立小・中学校の通学区域一覧”.   名古屋市 (2018年11月10日). 2019年1月14日閲覧。
11. ↑  “平成29年度以降の愛知県公立高等学校（全日制課程）入学者選抜における通学区域並びに群及びグループ分け案について”.   愛知県教育委員会 (2015年2月16日). 2019年1月14日閲覧。
12. ↑  郵便番号簿 平成29年度版 - 日本郵便. 2019年02月10日閲覧 (PDF)

### 文献
1. 1 2  名古屋市計画局 1992, p. 873.
2. 1 2 3  名古屋市計画局 1992, p. 688.
3. 1 2 3 4 5 6 7 8  名古屋市農政緑地局管理部緑地管理課 1996, pp. 130–131.
4. ↑  名古屋市教育委員会事務局総務部企画経理課 2018, p. 161.